# Da Silva
Valdenir da Silva Vitalino, mais conhecido por Da Silva (Três Rios-RJ, 21 de Fevereiro de 1977) é um ex-futebolista brasileiro que atuava como volante.
Da Silva ganhou destaque nacional em 2004 quando atuou pelo Flamengo, fazendo parte da equipe que foi campeã carioca e vice da Copa do Brasil. Ele inclusive atuou no primeiro jogo da Final do Campeonato Carioca (quando foi expulso), e nos 2 jogos da Final da Copa do Brasil. De acordo com dados dos sites "FlaEstatística" e "Flamengomtm", de 2004 a 2005, ele fez 85 jogos pelo Flamengo, e não anotou nenhum gol.
Além do Flamengo, ele atuou ainda por América de Três Rios, Fluminense, Entrerriense, Bangu, Madureira, Vasco da Gama, FC Seoul (Coréia do Sul), Ponte Preta, Tokushima Vortis (Japão), Cabofriense e Macaé.

## Estatísticas
De acordo com o futpedia.globo.com, somando suas passagens por Flamengo, Vasco da Gama e Ponte Preta, ele atuou em 83 jogos válidos pelo Campeonato Brasileiro e 17 pela Copa do Brasil.

## Conquistas e campanhas de destaque
Vasco da Gama[carece de fontes?]
- Taça Guanabara: 2003

Flamengo[carece de fontes?]
- Taça Guanabara: 2004
- Campeonato Carioca: 2004
- Vice-campeão da Copa do Brasil: 2004